# Роперуелос-дель-Парамо
Роперуелос-дель-Парамо (ісп. Roperuelos del Páramo) — муніципалітет в Іспанії, у складі автономної спільноти Кастилія-і-Леон, у провінції Леон. Населення — 664 особи (2010).
Муніципалітет розташований на відстані близько 270 км на північний захід від Мадрида, 44 км на південний захід від Леона.
На території муніципалітету розташовані такі населені пункти: (дані про населення за 2010 рік)
- Москас-дель-Парамо: 140 осіб
- Роперуелос-дель-Парамо: 177 осіб
- Валькабадо-дель-Парамо: 347 осіб

## Демографія
Динаміка населення (INE ):